# Стейли-Хоуд, Дженни
Дженни (Дженнифер) Стейли-Хоуд (англ. Jenny (Jennifer) Staley Hoad; 3 марта 1934, Мельбурн, Австралия — 13 февраля 2024, Фуэнхирола, Испания) — австралийская теннисистка, финалистка чемпионата Австралии по теннису в женском одиночном (1954) и смешанном парном (1955) разрядах, финалистка чемпионата Франции по теннису в смешанном парном разряде (1955), полуфиналистка Уимблдонского турнира в женском парном и смешанном парном разрядах (1955), полуфиналистка чемпионата Австралии в женском парном разряде (1955).

## Биография
Дженни Стейли родилась 3 марта 1934 года в Мельбурне (штат Виктория, Австралия). В 1951 году, выступая вместе с Маргарет Уоллис (Margaret Wallis), Стейли победила на чемпионате Австралии среди девушек в парном разряде. В 1953 году Стейли победила на чемпионате Австралии по теннису среди девушек в одиночном разряде. В 1955 году она вышла замуж за австралийского теннисиста Лью Хоуда.
В 1952—1957 годах Стейли-Хоуд пять раз выступала во «взрослом» чемпионате Австралии по теннису. Её наилучшим результатом в одиночном женском разряде был выход в 1954 году в финал, в котором она уступила своей соотечественнице Тельме Койн-Лонг со счётом 3-6, 4-6. В 1955 году Стейли-Хоуд дошла до полуфинала, в котором проиграла будущей победительнице турнира австралийке Берил Пенроуз со счётом 4-6, 6-8. Кроме того, в 1955 году Стейли-Хоуд играла в финале чемпионата Австралии в смешанном парном разряде: в паре с австралийцем Лью Хоудом они уступили своим соотечественникам Тельме Койн-Лонг и Джорджу Уортингтону со счётом 2-6, 1-6.
В 1955—1972 годах Стейли-Хоуд пять раз выступала на Уимблдонском турнире (три раза подряд в 1955—1957 годах, а затем, после длительного перерыва, в 1968 и 1972 годах). Её лучшими результатами в одиночном разряде были два выхода в 4-й круг соревнований в 1955 и 1956 годах: в 1955-м она проиграла британке Анджеле Бакстон, а в 1956-м — будущей победительнице турнира американке Ширли Фрай. В турнире 1955 года, выступая в паре со своей соотечественницей Фэй Мюллер, Стейли-Хоуд вышла в полуфинал в женском парном разряде. В смешанном парном разряде её лучшим результатом также был выход в полуфинал, в том же 1955 году, когда она выступала в паре с Лью Хоудом.

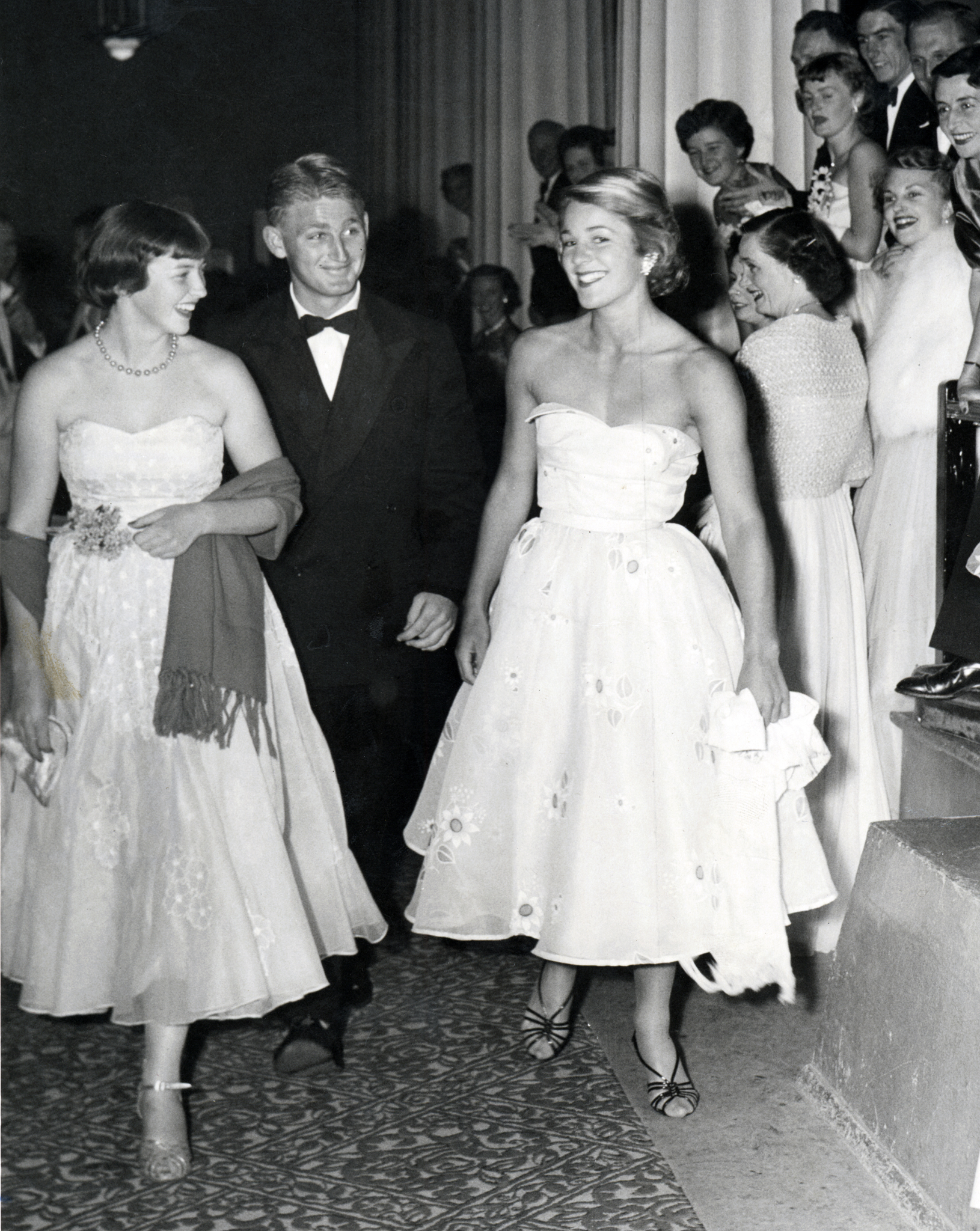
Лью Хоуд (второй слева) и Дженни Стейли (третья слева) на приёме, посвящённом матчам Кубка Дэвиса (1953)

В 1955—1957 годах Стейли-Хоуд три раза выступала на чемпионате Франции. Её лучшим результатом в одиночном разряде был выход в 1956 году в четвертьфинал, в котором она уступила британке Анджеле Мортимер со счётом 0-6, 6-4, 5-7. В 1955 году в смешанном парном разряде Стейли-Хоуд и мексиканец Луис Айала вышли в финал чемпионата Франции, где уступили американке Дарлин Хард и южноафриканскому теннисисту Гордону Форбсу со счётом 7-5, 1-6, 2-6. В 1956 году Стейли-Хоуд также участвовала в чемпионате США. Она вышла во второй круг, в котором уступила Ширли Фрай со счётом 3-6, 5-7.
Лью Хоуд сделал предложение Дженни Стейли в марте 1955 года, в её 21-й день рождения. В июне 1955 года, перед началом Уимблдонского турнира, стало известно о беременности Стейли, и пара срочно обвенчалась в Церкви Святой Марии. Свидетелями на этой церемонии были австралийские теннисисты Рекс Хартвиг и Гарри Хопман. В 1957 году Лью Хоуд перешёл в профессионалы, и Дженни сопровождала его в поездках в течение последующего десятилетия, практически отказавшись от собственной теннисной карьеры. У Хоудов было трое детей — две дочери, Джейн и Салли, и сын Питер.
После того как в 1970 году Лью завершил свою игровую карьеру, пара поселилась в Испании — в Фуэнхироле, недалеко от Малаги, где они основали теннисный клуб Lew Hoad’s Campo de Tenis, включавший в себя отель с теннисными кортами. Это место стало популярным у знаменитостей — в гостях у Хоудов бывали Шон Коннери, Кирк Дуглас, Чарлтон Хестон, Питер Устинов, Фрэнк Синатра, Стюарт Грейнджер, Дебора Керр, Стэн Гетц и другие.
В июле 1994 года Лью Хоуд умер от лейкемии, которая была диагностирована у него в январе того же года. После этого Дженни в течение около пяти лет продолжала руководить работой Campo de Tenis самостоятельно, а в апреле 1999 года продала его, поселившись в одном из домов неподалёку. Она поддерживала тесные связи с теннисным клубом и продолжала играть там в теннис. В 2002 году она издала автобиографическую книгу «My Life with Lew» (с англ. — «Моя жизнь с Лью»), написанную в соавторстве с австралийским журналистом Джеком Поллардом. В 2022 году сборная Австралии по теннису по инициативе капитана команды Тони Роча посетила Фуэнхиролу, где они встретились с Дженни, а она через несколько дней присутствовала в Малаге на их матче против сборной Хорватии в рамках Кубка Дэвиса.
Дженни Стейли-Хоуд скончалась в Фуэнхироле 13 февраля 2024 года, немного не дожив до своего 90-летия. На тот момент, помимо троих детей, у неё было 11 внуков и двое правнуков.

## Выступления на турнирах

### Финалы турниров Большого шлема

#### Одиночный разряд: 1 финал (1 поражение)
| Результат | №  | Год  | Турнир              | Соперница        | Счёт     |
| Поражение | 1. | 1954 | Чемпионат Австралии | Тельма Койн-Лонг | 3-6, 4-6 |

#### Смешанный парный разряд: 2 финала (2 поражения)
| Результат | №  | Год  | Турнир              | Партнёр    | Соперники                          | Счёт          |
| Поражение | 1. | 1955 | Чемпионат Австралии | Лью Хоуд   | Тельма Койн-Лонг Джордж Уортингтон | 2-6, 1-6      |
| Поражение | 2. | 1955 | Чемпионат Франции   | Луис Айала | Дарлин Хард Гордон Форбс           | 7-5, 1-6, 2-6 |